# Collegio uninominale Lazio 1 - 02 (2020)
Il collegio elettorale uninominale Lazio 1 - 02 è un collegio elettorale uninominale della Repubblica Italiana per l'elezione della Camera dei deputati.

## Territorio
Come previsto dalla legge n. 51 del 27 maggio 2019, il collegio è stato definito tramite decreto legislativo all'interno della circoscrizione Lazio 1.
È formato da parte del territorio del comune di Roma: il Municipio Roma III (Monte Sacro) e il Municipio Roma IV (Tiburtina).
Il collegio è parte del collegio plurinominale Lazio 1 - 01.

## Eletti
| Elezione | Elezione | Deputato         | Partito |
| -------- | -------- | ---------------- | ------- |
|          | 2022     | Simonetta Matone | Lega    |

## Dati elettorali

### XIX legislatura
Come previsto dalla legge elettorale, 147 deputati sono eletti con sistema a maggioranza relativa in altrettanti collegi uninominali a turno unico.
| Candidati                                 | Candidati                  | Voti    | %     | Liste                                 | Voti    | %     |
| ----------------------------------------- | -------------------------- | ------- | ----- | ------------------------------------- | ------- | ----- |
|                                           | Simonetta Matone ✔️ Eletto | 66 256  | 35,89 | Fratelli d'Italia                     | 49 352  | 26,73 |
| Forza Italia                              | Simonetta Matone ✔️ Eletto | 66 256  | 35,89 | 8 613                                 | 4,67    |       |
| Lega per Salvini Premier                  | Simonetta Matone ✔️ Eletto | 66 256  | 35,89 | 7 284                                 | 3,95    |       |
| Noi moderati/Lupi - Toti - Brugnaro - UDC | Simonetta Matone ✔️ Eletto | 66 256  | 35,89 | 1 007                                 | 0,55    |       |
|                                           | Enzo Foschi                | 62 161  | 33,67 | Partito Democratico-IDP               | 45 074  | 24,42 |
| Alleanza Verdi e Sinistra                 | Enzo Foschi                | 62 161  | 33,67 | 8 697                                 | 4,71    |       |
| +Europa                                   | Enzo Foschi                | 62 161  | 33,67 | 6 964                                 | 3,77    |       |
| Impegno Civico - Centro Democratico       | Enzo Foschi                | 62 161  | 33,67 | 1 516                                 | 0,82    |       |
|                                           | Manuel Tuzi                | 28 063  | 15,20 | Movimento 5 Stelle                    | 28 063  | 15,20 |
|                                           | Fabio Dionisi              | 17 878  | 9,68  | Azione - Italia Viva - Calenda        | 17 878  | 9,68  |
|                                           | Raul Mordenti              | 3 899   | 2,11  | Unione Popolare                       | 3 899   | 2,11  |
|                                           | Giorgia Venerandi          | 2 558   | 1,39  | Italexit                              | 2 558   | 1,39  |
|                                           | Emanuele Luca              | 2 352   | 1,27  | Italia Sovrana e Popolare             | 2 352   | 1,27  |
|                                           | Davide Barillari           | 860     | 0,47  | Vita                                  | 860     | 0,47  |
|                                           | Michela Esposito           | 378     | 0,20  | Alternativa per l'Italia (PdF - Exit) | 378     | 0,20  |
|                                           | Giulia Castelli            | 192     | 0,10  | Partito della Follia Creativa         | 192     | 0,10  |
| Totale                                    | Totale                     | 184 597 | 100   |                                       | 184 597 | 100   |
|                                           |                            |         |       |                                       |         |       |
| Schede bianche                            | Schede bianche             | 1 346   | 0,71  |                                       |         |       |
| Schede nulle                              | Schede nulle               | 3 668   | 1,93  |                                       |         |       |
| Votanti                                   | Votanti                    | 189 611 | 65,79 |                                       |         |       |
| Elettori                                  | Elettori                   | 288 217 |       |                                       |         |       |